# Anitta (album)
Albums de Anitta
Ritmo Perfeito
(2014)
Singles
1. Meiga e Abusada
Sortie : 6 juillet 2012
2. Show das Poderosas
Sortie : 16 avril 2013
3. Não Para
Sortie : 2 juillet 2013
4. Zen
Sortie : 4 novembre 2013

Anitta est le premier album studio de l'artiste brésilienne Anitta, sorti le 3 juillet 2013 par Warner Music Brasil,. Il a été précédé du single Show das Poderosas, qui a été la chanson la plus populaire au Brésil en 2013. L'album s'est vendu à plus de 40 000 exemplaires dans les 10 jours suivant sa sortie. L'album éponyme comptait quatre singles et a valu à Anitta un Prêmio Extra, deux victoires au Brazilian Music Multishow Award en 2013 et une nomination aux Latin Grammy Awards. Pour promouvoir l'album, elle s'est produite dans les programmes Rede Globo Esquenta!, Caldeirão do Huck, Rencontre avec Fátima Bernardes, Altas Horas et Mais Você.
Le 6 avril 2013, Anitta s'est produite dans l'émission Legendários de RecordTV et a continué à faire des apparitions promotionnelles à la télévision tout au long du printemps. Tá na Mira est sorti en tant que troisième single le 23 avril 2013. Le single précédent, Show das Poderosas, est sorti peu de temps avant Tá na Mira. Le même mois, le clip a atteint 1 million de vues en une semaine sur YouTube. Le 21 juin 2013, Anitta a rapporté sur sa page Facebook que l'album était disponible en prévente sur sa boutique en ligne, et sa couverture a été révélée le 2 juillet 2013,,.

## Réalisation et enregistrement
Après avoir attiré l'attention du DJ Renato Azevedo (connu sous le nom de Batutinha) en enregistrant une reprise de la chanson Soltinha de Priscila Nocetti et en la postant sur sa chaîne YouTube, Anitta a été invitée par Azevedo à auditionner. Il a décidé de travailler avec elle en la voyant danser Stiletto.
Au départ, Anitta a commencé à travailler pour l'ouragan 2000, mais en juin 2012, la femme d'affaires Kamilla Fialho a payé environ 260 000 $ pour pouvoir gérer Anitta. Fialho monte un spectacle avec des musiciens et des danseurs, s'investit dans l'image d'Anitta, et présente l'album aux producteurs Umberto Tavares et Manozinha. En février 2013, Anitta a signé avec Warner Music et a sorti Meiga e Abusada, le premier single de l'album qui était initialement prévu pour une sortie en septembre 2013.
En février 2013, Anitta a commencé le travail de composition avec l'équipe de production du studio. Selon Wagner Vianna, directeur artistique de la Warner, "les gars sont restés sans dormir certaines nuits. Anitta a donné beaucoup d'avis, mais ce n'était pas compliqué." Pendant cette période, Anitta a écrit seule Show das Poderosas et Tá na Mira, et la maison de disques a décidé de sortir le premier comme deuxième single de l'album. En raison du succès de la chanson, la sortie de l'album a été repoussée au 20 juin 2013. Sur la couverture, Anitta apparaît sur un "fond marron, les bras ouverts et son nom écrit avec des paillettes roses dans l'image", selon le magazine Caras. Anitta a déclaré au magazine Caras que le fond marron représentait les hauts et les bas qu'elle avait traversés, et que les paillettes sur son nom étaient le succès qu'elle avait atteint avec son premier album,.

## Musique et paroles
L'album a tenté de combler un "trou" laissé dans le marché de la pop brésilienne grand public. Le magazine people a écrit que l'album incorporait "des influences internationales avec un œil sur le trône" de la pop brésilienne. L'album propose des rythmes stériles et explore divers genres musicaux tels que la pop, la dance-pop, l'électropop, le dubstep, le R&B, le reggae et le funk carioca. En général, les paroles explorent le pouvoir de la féminité et de la séduction, avec des thèmes féministes et sensuels - similaires aux chansons de Beyoncé, Rihanna, Katy Perry et Kelly Key.

## Sortie et promotion
Après la sortie de Meiga e Abusada plus tôt cette année-là, l'album devait sortir en septembre 2013. Le 16 avril, Warner Music a sorti le deuxième single, en raison de la performance commerciale de la chanson - culminant au numéro un du Billboard Brasil Hot 100 Airplay. Le label a décidé de déplacer la sortie au 6 juillet 2013. L'album a été mis en prévente sur iTunes le 2 juillet et, le même jour, a atteint le numéro un de la boutique en ligne.
Simultanément, Anitta avait trois chansons sur le palmarès d'iTunes - les versions single et acoustique de Show das Poderosas et Não Para. Proposta avait déjà été publié en tant que single promotionnel le 16 janvier 2012, même si le chanteur n'avait pas de contrat d'enregistrement et que la chanson avait ensuite été incluse dans la tracklist. Menina Má est sorti en single promotionnel le 12 août 2012, avec le clip vidéo produit par Mais UP Produtora. Initialement prévu comme deuxième single, Tá na Mira a finalement été remplacé par Show das Poderosas et le premier a fini par sortir en promotion le 23 avril 2013. Eu Sou Assim a été inclus dans la bande originale de la telenovela Em Família aux heures de grande écoute,.

### Singles
Meiga e Abusada est sorti pour la première fois le 6 juillet 2012, en téléchargement numérique. La vidéo de la chanson, qui comprend les co-stars Mayra Cardi (une ancienne star de Big Brother Brasil), est sortie sur YouTube le 18 décembre 2012, mais la chanson a eu une sortie unique près de deux mois plus tard. Cardi apparaît habillée en femme de chambre sexy, servant le dîner au "patron" et à sa famille. Sur le plan sonore, le morceau fait écho au style d'artistes comme Katy Perry et a été enregistré dans un studio à Botafogo, au sud de Rio de Janeiro. Le clip a été réalisé par Blake Farber, qui a également réalisé les vidéos de Beyoncé. La première partie de la vidéo a été tournée à Las Vegas et à New York, et Anitta est vue en train de jouer dans un casino,.
Show das Poderosas est sorti le 16 avril 2013 et est devenu le hit révolutionnaire d'Anitta. La chanson a atteint plus de 130 millions de vues et s'est vendue à plus de 50 000 exemplaires numériques uniquement au Brésil. La vidéo lyrique est sortie le 5 juillet 2013. Le clip avait déjà été enregistré des mois avant la sortie du morceau en single. Anitta détient le total des crédits d'écriture de chansons,,. Não Para est sorti le 2 juillet 2013 en tant que troisième single et a remplacé Show das Poderosas à la première place d'iTunes. Il a fait ses débuts à la 6e place du classement brésilien des chansons numériques avec 690 unités vendues. La vidéo officielle de la chanson est sortie dans l'émission télévisée Fantástico le 7 juillet 2013. Zen est sorti le 4 novembre 2013. En 2014, il a été nommé pour le Latin Grammy Award de la meilleure chanson brésilienne,.

### Singles promotionnels
Proposta est sorti le 16 janvier 2012. Menina Má est sorti le 16 février 2012 en tant que face B de Show das Poderosas. Tá na Mira est sorti le 23 avril 2013. Un EP du même titre, contenant des chansons comme Meiga e Abusada ainsi que des chansons exclusives, est sorti sept jours plus tard,.

## Réception critique
Anitta a reçu des critiques mitigées de la part des critiques de musique. John Pereira d'Audiogram a déclaré que l'album est un album pop cliché mais que ce n'est pas une mauvaise chose. Yuri de Castro de Fita Bruta a comparé Anitta à Kelly Key et Preta Gil.
Braulio Lorentz du site G1 a déclaré que dans son premier album, Anitta essaie de "montrer ce qui va au-delà du virage qui l'a faite d'être engagée par une grande maison de disques, de gonfler son cache et de battre plusieurs chanteurs brésiliens". Pour Lorentz, les pistes du projet sont "collantes et sifflantes", et qu'Anitta veut "embrasser la pop de Beyoncé (qui est toujours qualifiée de fan), Katy Perry (référence déclarée pour la vidéo de "Meiga e Abusada") et des chanteurs brésiliens aujourd'hui plus éloignés des studios, comme Kelly Key". Guilherme Tintel pour ItPOP, a déclaré que l'album est une compilation d'échantillons des chansons de Beyoncé et que l'album abuse des couplets faciles et présente la rétention de rythmes funk. Il a ajouté: "Son talent vocal est très limité, maintenant qu'il enchaîne les spectacles, il a perdu de nombreux points dans la catégorie" présence scénique "- presque toujours sauvés par les danseurs, outre la bonne vieille base préenregistrée - et comme nous l'avons dit auparavant, à cause de la ruée pour profiter de son premier grand succès, tout ce que la maison de disques a fait était de lancer un album plein de chansons similaires, ayant de bons points ici ou là".
Mauro Ferreira, du site Notas Musicais, a déclaré qu'Anitta perd son pouvoir dans l'album, dans un projet qui sonne "répétitif et industrialisé à outrance". Ferreira dit que le label "se vante" du nombre de ventes, d'un projet qui contient des morceaux pop artificiels pour explorer la popularité d'Anitta, obtenu grâce à son tube "Powerful Show". Pour le critique, la chanteuse a plus "la pose que la voix (petite et opaque, disons)" et la surnomme " la Gretchen des danses du temps présent".
D'autre part, le site Que Delícia Né, Gente?, affirme que les premières chansons de l'album suffisent à « vous coller à la tête, que cela vous plaise ou non ». Mais, que le projet recèle des surprises positives comme "Zen" et "Eu Sou Assim". Cependant, le site clôt la critique en disant que si "l'intention de la maison de disques était de faire la moyenne, il a réussi, mais il a gratté". Le site Verbloose dit qu'Anitta a une "voix douce et douce" qui donne une touche personnelle aux chansons. Cependant, il prévient qu'"il y a encore un long chemin à parcourir" pour qu'Anitta devienne chanteuse de nom, car son album contient des paroles "stupides, superficielles et vides", et dit que son succès est dû au manque de concurrence dans le Marché de la musique brésilienne par rapport aux chanteurs pop.

## Liste des pistes
| Anitta – Édition standard | Anitta – Édition standard | Anitta – Édition standard                    | Anitta – Édition standard                       | Anitta – Édition standard | Anitta – Édition standard | Anitta – Édition standard | Anitta – Édition standard | Anitta – Édition standard | Anitta – Édition standard |
| No                        | Titre                     | Auteur                                       | Producteur(s)                                   | Durée                     |                           |                           |                           |                           |                           |
| ------------------------- | ------------------------- | -------------------------------------------- | ----------------------------------------------- | ------------------------- | ------------------------- | ------------------------- | ------------------------- | ------------------------- | ------------------------- |
| 1.                        | Show das Poderosas        | Larissa Machado                              | - Umberto Tavares - Mãozinha                    | 2:30                      |                           |                           |                           |                           |                           |
| 2.                        | Meiga e Abusada           | - Machado - Jeferson Junior - Cláudia Régina | - Larissa Machado - Batutinha - Umberto Tavares | 3:49                      |                           |                           |                           |                           |                           |
| 3.                        | Tá na Mira                | Umberto Tavares                              | Batutinha                                       | 2:51                      |                           |                           |                           |                           |                           |
| 4.                        | Zen                       | - Machado - Tavares - Junior                 | Batutinha                                       | 2:45                      |                           |                           |                           |                           |                           |
| 5.                        | Achei                     | - Machado - Tavares - Junior                 | - Tavares - Mãozinha                            | 2:41                      |                           |                           |                           |                           |                           |
| 6.                        | Menina Má                 | Machado                                      | - Tavares - Mãozinha                            | 2:55                      |                           |                           |                           |                           |                           |
| 7.                        | Príncipe de Vento         | - Machado - Tavares - Junior                 | - Batutinha - Machado - Junior - Tavares        | 2:29                      |                           |                           |                           |                           |                           |
| 8.                        | Não Para                  | Machado                                      | - Machado - Tavares - Mãozinha                  | 3:13                      |                           |                           |                           |                           |                           |
| 9.                        | Eu Sou Assim              | - Machado - Tavares - Junior                 | - Batutinha - Tavares                           | 3:03                      |                           |                           |                           |                           |                           |
| 10.                       | Fica Só Olhando           | Batutinha                                    | Batutinha                                       | 2:46                      |                           |                           |                           |                           |                           |
| 11.                       | Proposta                  | Batutinha                                    | - Tavares - Mãozinha - Batutinha                | 2:47                      |                           |                           |                           |                           |                           |
| 12.                       | Cachorro Eu Tenho em Casa | - Machado - Tavares - Junior                 | - Tavares - Mãozinha                            | 2:31                      |                           |                           |                           |                           |                           |
| 13.                       | Som do Coração            | Machado                                      | - Machado - Mãozinha                            | 3:18                      |                           |                           |                           |                           |                           |
| 37:45                     |                           |                                              |                                                 |                           |                           |                           |                           |                           |                           |

| Anitta — Édition Deluxe | Anitta — Édition Deluxe             | Anitta — Édition Deluxe | Anitta — Édition Deluxe | Anitta — Édition Deluxe | Anitta — Édition Deluxe | Anitta — Édition Deluxe | Anitta — Édition Deluxe | Anitta — Édition Deluxe | Anitta — Édition Deluxe |
| No                      | Titre                               | Auteur                  | Producteur(s)           | Durée                   |                         |                         |                         |                         |                         |
| ----------------------- | ----------------------------------- | ----------------------- | ----------------------- | ----------------------- | ----------------------- | ----------------------- | ----------------------- | ----------------------- | ----------------------- |
| 14.                     | Eu Vou Ficar                        | Batutinha               | - Tavares - Mãozinha    | 2:59                    |                         |                         |                         |                         |                         |
| 15.                     | Show das Poderosas (headshot remix) | Machado                 | - Tavares - Mãozinha    | 2:20                    |                         |                         |                         |                         |                         |
| 43:05                   |                                     |                         |                         |                         |                         |                         |                         |                         |                         |

## Classements et certifications
| Classements (2013) | Meilleure position |
| ------------------ | ------------------ |
| Brésil (ABPD)      | 1                  |

| Classements (2013) | Meilleure position |
| ------------------ | ------------------ |
| Brésil (PMB)       | 5                  |

### Certifications
| Région                                                           | Certification | Ventes/Streams |
| ---------------------------------------------------------------- | ------------- | -------------- |
| Brésil (ABPD)                                                    | Platine       | 40 000*        |
| *Ventes selon la certification xNon précisé par la certification |               |                |